# ГЕС Оксбоу
ГЕС Оксбоу — гідроелектростанція на межі штатів Орегон та Айдахо (Сполучені Штати Америки). Знаходячись між ГЕС Браунлі (вище за течією) та ГЕС Геллз-Каньйон, входить до складу каскаду на річці Снейк, лівій притоці Колумбії (має устя на узбережжі Тихого океану на межі штатів Вашингтон та Орегон).
У межах проекту річку перекрили кам'яно-накидною греблею з глиняним ядром висотою 64 метри та довжиною 293 метри. Вона утримує витягнуте по долині Снейк на 19 км водосховище з площею поверхні 4,7 км2 та об'ємом 72 млн м3.
Зі сховища через лівобережний масив прокладено два тунелі довжиною по 0,25 км з діаметром по 11 метрів, які після вирівнювальних резервуарів відкритого типу переходять у напірні водоводи довжиною по 53 метри з діаметром 7 метрів. Машинний зал розташований на лівому березі за 4 км нижче за течією від греблі, після якої Снейк описує витягнуту на північний схід петлю. Основне обладнання станції становлять чотири турбіни типу Френсіс потужністю по 47,5 МВт.
Видача продукції відбувається по ЛЕП, яка працює під напругою 230 кВ.